# ジエチレングリコール
ジエチレングリコール (diethylene glycol) はグリコールの一種である。ジエチルグリコールとも呼ばれる。2分子のエチレングリコールが脱水縮合した構造を持つ。IUPAC名で 2,2'-オキシジエタノール。粘稠な無色液体で、水などの極性溶媒に溶けやすい。不凍液等に用いられる。消防法に定める第4類危険物 第3石油類に該当する。

## 合成
エチレングリコールの反応副生成物として得られる。
ジエチレングリコール（エチレングリコールエーテル）の2016年度日本国内生産量は 66,309 t、工業消費量は 12,060 t である。

## 反応・用途
不飽和ポリエチレン樹脂の原料として用いられる。
製品としては、不凍液のほか、ブレーキ液、潤滑剤、インキ、たばこの添加物（保湿剤）、織物の柔軟剤、コルクの可塑剤、接着剤、紙、包装材料、塗料などに使われる。また、引火せず、有毒な蒸気を生じたり、皮膚吸収されないことから、一定の反応に際して優秀な溶媒として用いられる。
皮膚吸収されないという特性により、化粧品にも多く用いられる。この限りにおいて、つまり飲用・食用として摂取しない限り、毒性は認められないとされる。したがって化粧品の配合成分に関する規制である薬事法「化粧品基準」においてもジエチレングリコールは規制対象ではなかったが、2008年、同基準改正によって歯磨には配合禁止となり、グリセリンは、ジエチレングリコール0.1％以下のものしか使えないこととなった。旧来の規制である薬事法「化粧品種別許可基準」においては、配合が禁止されているのはアイライナー化粧品のみであった。

## 毒性・中毒事例
ジエチレングリコールには経口摂取（飲用・食用）による肝、中枢神経系、腎臓への毒性があり、死亡例では、下痢や嘔吐が続き、最終的には腎不全に至り死亡するケースが多い。甘味を有するため不凍液の誤飲や、ワインなどに添加物として混入されて中毒事件を引き起こす。エチレングリコールも同様の性質を有するが、ジエチレングリコール (LDLo 1000 mg/kg)より強い急性毒性 (LDLo 710 mg/kg)を持つ一方、環境中での半減期は短い。

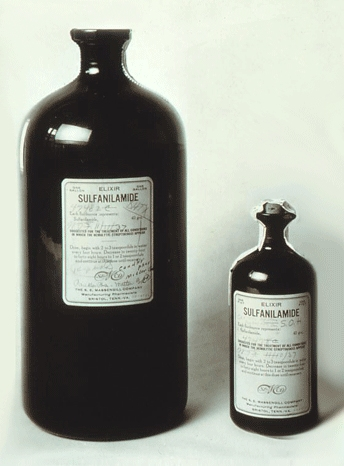
エリキシール・スルファニルアミド

- ジエチレングリコールを経口摂取（飲用・食用）したことによる死亡例は多く、1937年にアメリカでサルファ薬シロップの中にジエチレングリコールが混入し、子どもを中心に105人が死亡（エリキシール・スルファニルアミド事件）。1985年にはオーストリアでワインの甘さを増す目的でジエチレングリコールをワイン業者が混入させてドイツなどに出荷した事実が発覚[8]。日本などにも輸入され毒入りワイン事件として騒動となった[8]。これがきっかけとなりオーストリアではワインの混入物に対し、厳しく対処するようになった。
- 2007年5月には、パナマ政府が2006年に中国から輸入した風邪シロップとして配布した薬（Azucar）は、中国の業者が「グリセリン」と偽って販売したジエチレングリコールが原材料に含まれていたため、これを経口摂取した少なくとも100人以上が死亡した。2007年7月時点でパナマにおいて387人の遺族が、死亡の原因がこの物質の経口摂取によるものと申請している。また153人から後遺症被害の報告が提出されている[9]。しかし確認された人数は100人以上としか判明していない。また同様の事件がハイチでも発生している。これに対し中国の国家品質監督検査検疫総局は5月31日、ジエチレングリコールが含まれていたことを認めたが、「輸出企業は薬として使われるという認識はなく、偽造薬として販売したパナマの業者に責任がある」と釈明した[10]。ヒトに健康被害をもたらすのは経口摂取（飲用・食用）の場合に限られるが、以下に述べるように歯磨き粉も回収されている。
  - 2007年6月アメリカ政府（FDA）は、中国から輸入された、主にホテルなど使い捨て歯ブラシなどに付属している練り歯磨き粉にジエチレングリコールが配合されていたとして、廃棄を呼びかけた[11]。これは小児、肝疾患、腎疾患患者などに対する慢性毒性の可能性を懸念しての措置である。
  - 2007年6月15日、日本においても、厚生労働省が、株式会社JTB商事及び昭和刷子株式会社が中国から輸入して販売している練り歯磨き粉からジエチレングリコールが検出されたとして、販売元が自主回収に着手したことの報道発表を行った。なお、回収理由は全成分表示義務の違反（未表示）（薬事法第61条）であり、健康被害を想定したものではない。健康被害に至るジエチレングリコールの十分量の摂取の可能性は、乳幼児においてもおよそ考えられないためである。
- 2022 - 23年には、ガンビア、ウズベキスタン、インドネシアにおいて、汚染された咳止めシロップにより5歳未満の子どもを中心に300人以上の死者を出した。これらのシロップにはジエチレングリコールが検出されたとして、WHOは2022年10月と翌23年1月にインドの製薬会社メイデン・ファーマシューティカルズの一部製品に店舗からの撤去などを要請した[12]。